# حارة عمر المختار (الشيخ عثمان)
حارة عمر المختار هي إحدى حارات حي الوحدة الواقع بمديرية الشيخ عثمان التابعة لمحافظة عدن، بلغ تعداد سكانها 5336 نسمة حسب تعداد اليمن لعام 2004.